# Fabio Mengozzi
Fabio Mengozzi (Asti, 12 maggio 1980) è un compositore e pianista italiano.

## Biografia
Avviato alla musica in tenera età, studia pianoforte con Aldo Ciccolini, direzione d'orchestra e composizione diplomandosi con il massimo dei voti. Nel 2007 consegue il diploma di alto perfezionamento in composizione presso l'Accademia Nazionale di Santa Cecilia di Roma sotto la guida di Azio Corghi.
È stato premiato nei seguenti concorsi: 2º premio all'“11º Concorso Pianistico Nazionale Città di Genova” (1991); 1º premio al “3º Concorso Nazionale per Giovani Pianisti Comune di Terzo d'Acqui” (1991); 1º premio al “1º Concorso Nazionale Riviera dei fiori Città di Alassio” (1992); 1º premio al “XIII Concorso Pianistico Nazionale Città di Genova” (1992); 1º premio al “Concorso Musicale Europeo Città di Moncalieri” (1992);  1º premio al “2º Concorso Nazionale di Musica per borse di studio di Tortona” (1992); 1º premio al “7º Concorso Nazionale di Esecuzione Musicale Franz Schubert di Tagliolo Monferrato” (1992); 2º premio al “3º Concorso Nazionale di Musica per giovani interpreti Città di Asti” (1992); 2º premio al “1º Concorso Pianistico Italiano Premio Città di Cortemilia” (1993); 2º premio al “4º Concorso Pianistico Nazionale Carlo Vidusso di Milano” (1994); 1º premio al “Concorso Pianistico Nazionale Lorenzo Perosi di Tortona” (1996); 1º premio al “Primo Concorso Pianistico Regionale Cortile Casa Lodigiani di Alessandria” (1996); selezionato al “6º Concorso Nazionale di Composizione Rosolino Toscano” (Pescara, 2002); selezionato al “Concorso di Composizione Franco Evangelisti” (Roma, 2003); 2º premio al “Concorso Nazionale di Composizione Mozart Oggi 2005” (Milano, 2006);  2º premio al “Concorso Internazionale di Composizione per Strumenti a Percussione” (Fermo, 2006); selezionato al “Progetto Giovani Compositori Incontro con le musiche” (Forlì, 2007); finalista alla “IV Rassegna dei Migliori Diplomati d'Italia” (Castrocaro Terme e Terra del Sole, 2000); 3º premio al “9º Concorso Internazionale di Composizione per chitarra e quartetto d'archi Michele Pittaluga” (Alessandria, 2010).
Sue composizioni sono state pubblicate da Bèrben Edizioni Musicali, Edizioni Sconfinarte e Taukay Edizioni Musicali e sono diffusamente eseguite nel mondo intero (Algeria, Argentina, Austria, Azerbaigian, Belgio, Brasile, Canada, Cile, Cina, Croazia, Danimarca, Estonia, Francia, Germania, Giappone, Grecia, Haiti, India, Iran, Irlanda, Islanda, Israele, Italia, Montenegro, Paesi Bassi, Polonia, Portogallo, Regno Unito, Russia, Serbia, Slovenia, Spagna, Stati Uniti, Sudafrica, Svizzera, Turchia, Ucraina).
Tra gli interpreti e le formazioni musicali che hanno eseguito la musica di Fabio Mengozzi: Marco Angius, Francesco Attesti, Assia Cunego, Alpaslan Ertüngealp, Nicolas Horvath, Flavio Emilio Scogna, Antidogma Musica, Orchestra i Pomeriggi Musicali, Trio Debussy.
Prime esecuzioni di sue musiche sono state ospitate in festival quali MITO SettembreMusica, Stagione Sinfonica dell'Orchestra i Pomeriggi Musicali, Nuova Consonanza, Rassegna di Musica Antica e Contemporanea Antidogma, Aegean Arts International Festival (Creta, Grecia), University of Minnesota Duluth New Music Festival (Stati Uniti d'America), La Nuit du Piano Minimaliste (Collioure), Gli Amici di Musica/Realtà (Milano), Festival Verdi Off (Parma) ed in numerose sale da concerto: Winchester Modern Gallery (Victoria, Canada), Royal Danish Academy of Music (Copenaghen, Danimarca), Conservatorio di San Pietroburgo (Russia),  Palm Beach Atlantic University (Stati Uniti d'America), Casa Italiana Zerilli-Marimò (Stati Uniti d'America), Erateio Odeio Conservatory (Atene, Grecia), Parnassos Literary Society (Atene, Grecia), Palazzo Kadriorg (Tallinn, Estonia), Trivandrum Centre for Performing Arts (India), Akademia Muzyczna im. Karola Lipińskiego (Breslavia, Polonia), Zadužbina Ilije M. Kolarca (Belgrado, Serbia), Florentinersaal (Graz, Austria), Listasafn Íslands (Reykjavík, Islanda), Cattedrale di Gloucester (Inghilterra), Palais de Tokyo (Parigi), Chiesa di San Giacomo, Tempio protestante di Collioure, Ain Karem (Gerusalemme, Israele), Sala Accademica del Conservatorio Santa Cecilia (Roma), Spazio Espositivo Tritone (Roma), Unione Culturale Franco Antonicelli (Torino), Teatro Piccolo Regio Giacomo Puccini (Torino), Conservatorio Giuseppe Verdi (Torino), Duomo di Torino, Teatro Astra (Torino), Palazzo Saluzzo di Paesana (Torino), Auditorium Vivaldi della Biblioteca nazionale di Torino, Palazzina Liberty (Milano), Teatro Dal Verme (Milano), Liceo Musicale Angelo Masini (Forlì), Sala Galileo della Biblioteca Nazionale Centrale di Firenze, Palazzo Adami Lami (Firenze), Teatro Vittorio Alfieri (Asti), Casa della Musica (Parma), Auditorium Parco della Musica (Roma), Sala Ciampi (Roma), Villa del Vascello (Roma), Conservatorio Arrigo Pedrollo (Vicenza), Villa Bellini (Catania), Casa della Musica del Conservatorio Stanislao Giacomantonio (Cosenza).

## Stile musicale
Sebbene spesso caratterizzata da un'atmosfera onirica e apparentemente neoromantica, l'opera di Fabio Mengozzi è profondamente improntata ad una concezione filosofica e numerologica, peculiarità questa nel panorama della musica contemporanea che ha più volte valso all'autore l'originale titolo di compositore pitagorico.

## Poesia
A partire dal 2024 Fabio Mengozzi ha esteso la propria ricerca artistica, accostandosi alla scrittura poetica. L'anno seguente ha pubblicato la raccolta Alle porte del ciborio con Robin Edizioni..

## Discografia parziale
- Italy, CD harpAcademy (2014)[37]
- Mistero e poesia (disco monografico), CD Stradivarius 37094 (2018)[38][39]
- A Mario Castelnuovo-Tedesco, Music by Castelnuovo-Tedesco - Scapecchi - Mengozzi, CD Editions Habanera (2019)[40]
- Romanza alla Terra (singolo), pianista Anna Sutyagina (2021)
- Melodia lunare V (singolo), pianista Anna Sutyagina (2021)[41]
- Orpheus (singolo), CD SMC Records (2022)
- Romanza alla Terra (singolo elettronico) (2022)[42]
- Via Crucis (2022)[43][44]
- Musica con creta (2023)[45]
- Suppliche (2023)[46]

## Opere principali

### Musica da camera
- Trio (2001) per flauto, oboe e pianoforte
- Sezioni di suono (2003) per quartetto di percussioni
- Elegia (2004) per due viole e pianoforte
- Interferenze (2004) per flauto, clarinetto, violoncello, pianoforte e percussione
- Ricercare (2004) per violino, violoncello e pianoforte
- I cerchi concentrici (2006) per pianoforte e percussioni
- Naos (2006) per viola e pianoforte
- Neshama (2008) per pianoforte
- Mirrors (2010) per chitarra e quartetto d'archi
- Lied (2010) per ensemble di clarinetti
- Sonata per arpa e percussione (2010)
- Arabesque (2011) per arpa
- Diario d'arpa (2011) per arpa
- Dieci frammenti celesti (2012) per pianoforte preparato
- Poema della trasmigrazione (2012) per arpa
- Romanza al cielo (2012) per arpa
- Rosa (2012) per arpa
- Crux (2012) per arpa
- Symbolon (2012) per due arpe
- Segreta luce (2013) per pianoforte
- Ascensio ad lucem (2013) per pianoforte
- Spire (2013) per pianoforte
- Le rêve de l'échelle (2013) per ensemble di clarinetti
- Novella (2013) per arpa o arpa celtica
- Mysterium (2013) per pianoforte
- Moto fluttuante (2014) per arpa
- Phoenix (2014) per violino e arpa
- Circulata melodia (2014) per pianoforte
- Oltrepassando il valico (2014) per pianoforte
- Veli (2014) per pianoforte
- Commiato (2014) per pianoforte
- Poema della luce (2014) per pianoforte
- Poema litico (2015) per pianoforte a quattro mani
- Sub vesperum (2015) per pianoforte a quattro mani
- Anelito al silenzio (2015) per pianoforte
- Reverie IV (2015) per pianoforte
- Larus (2015) per violino, viola, violoncello e pianoforte
- Artifex (2015) per pianoforte
- Faro notturno (2015) per pianoforte
- Horizon (2015) per pianoforte
- Kairos (2015) per pianoforte
- Nauta (2015) per pianoforte
- Ianus (2015) per pianoforte
- Ananke (2016) per pianoforte
- Era (2016) per pianoforte
- Romanza alla Terra (2016) per pianoforte
- Reame (2016) per pianoforte
- Lettera (2016) per pianoforte
- Meteora (2016) per due pianoforti
- Promenade (2016) per pianoforte a sei mani
- Flos coeli (2016) per pianoforte
- Ceruleo vagare (2017) per pianoforte
- Cometa nella notte (2017) pianoforte
- Estro (2017) per pianoforte
- Rivo di cenere (2017) per pianoforte
- Scintilla (2017) per pianoforte
- Sempiterna ruota (2017) pianoforte
- Sfinge (2017) per pianoforte
- Viride (2017) per pianoforte
- Sorgente I (2018) per flauto e pianoforte
- Ousia (2018) per arpa e pianoforte
- Ousia II (2018) per flauto, violoncello, arpa e pianoforte
- Delta (2018) per quartetto d'archi
- Romanza alla Terra II (2018) per flauto e pianoforte
- Melodia lunare (2018) per corno inglese
- Melodia lunare II (2018) per oboe
- Fantasia (2018) per chitarra e pianoforte
- Fiat lux (2018) per organo
- Auriga (2018) per arpa e pianoforte
- Auriga II (2019) per pianoforte, arpa e orchestra d'archi
- Ora (2019) per flauto e violoncello
- SATOR (2019) per soprano e quartetto d'archi
- Pavana (2020) per due flauti contralti e flauto basso
- Solo (2020) per trombone
- Tre incantazioni (2020) per flauto
- Vision (2020) per corno inglese, fagotto e pianoforte
- Raggio (2020) per clarinetto
- Agli albori (2020) per soprano e viola
- Aria dell'aria (2020) per flauto dei Nativi americani
- Claro (2020) per due clarinetti
- Oasi (2020) per flauto
- Rest in peace (2020) per soprano, flauto e pianoforte
- Melodia lunare III (2020) per flauto
- Melodia lunare IV (2020) per saxofono tenore
- Melodia lunare V (2020) per pianoforte
- Eclipse (2020) per saxofono soprano
- Autunno, petali sopiti nel vento (2021) per arpa
- Primavera, stormi frementi nel silenzio del tramonto (2021) per arpa
- Estate, luce di stelle nella notte (2021) per arpa
- Inverno, neve cadente nel gelo dell'alba (2021) per arpa
- Monodia cosmica (2021) per violino
- Ailes (2021) per ocarina
- Antica ocarina (2021) per ocarina
- Axis mundi (2021) per contralto e viola[47]
- SATOR II (2022) per soprano, viola e pianoforte[48]
- Oasi II (2023) per flauto basso e saxofono contralto[5]
- Gemma (2023) per arpa[49]
- Notte leggiadra di pioggia (2023) per pianoforte (sola mano sinistra)[50]
- Fiori di carta (2023) per pianoforte (sola mano destra)
- Ad Te (2024) per organo[51]
- Musica jubilosa (2024) per flauto pianoforte
- Musica sublimata (2024) per flauto pianoforte

### Orchestrale
- Vortici, affetti e un'evocazione (2005) per orchestra
- Secretum (2016) per orchestra d'archi
- Constructores (2017) per orchestra d'archi
- Aurora (2018) per orchestra da camera

### Corale
- Hortus conclusus (2004) per coro femminile
- Da una terra antica (2008) per coro misto
- Gan Naul (2013) per coro femminile
- Ave maris stella (2023) per coro di voci bianche

### Elettronica
- The woman clothed with the sun (2022)
- Orpheus (2022)
- Delle vette e degli abissi (2022) per saxofono tenore ed elettronica
- Romanza alla Terra (2022)
- Via crucis (2022)
- Musica con creta (2023)
- Suppliche (2023)
- Venus (2023)
- Antiche memorie custodite tra le fronde (2023)
- Lullaby for a child born in times of war (2023)
- Sub rosa (2023)
- Lacrimosa (2023)
- Ove tutto si dissolve (2023)
- Salmo XXXIV (2023)
- Sanctuary of the pure in heart (2023)
- Veglia (2023)
- Amore e Psiche (2023) per saxofono soprano ed elettronica[52]
- Mantra (2024)
- Song of irradiance (2024)
- The veil of Katechon (2024)